# Ellermühle (Kreis Preußisch Eylau)
Ellermühle ist eine Wüstung im Kreis Preußisch Eylau in Ostpreußen. Heute befindet sich die frühere Ortsstelle im Munizipalkreis Rajon Bagrationowsk (Stadtkreis Preußisch Eylau) in der Oblast Kaliningrad (Gebiet Königsberg (Preußen)) Russlands.

## Geographische Lage
Die Ortsstelle von Ellermühle liegt am ehemaligen Ellerbach im Südwesten der Oblast Kaliningrad, sechs Kilometer östlich der Stadt Bagrationowsk (deutsch Preußisch Eylau).

## Geschichte
Die Ellermühle genannte Wassermühle wurde vor 1785 gegründet. Sie galt als eine romantische Wassermühle und war 1785 eine von 30 Wassermühlen im Raum Preußisch Eylau.
Ellermühle war in die Gemeinde Neucken (russisch Dubki) im Kreis Preußisch Eylau in Ostpreußen integriert und gehörte somit zum Amtsbezirk Loschen (russisch Lawrowo) im Regierungsbezirk Königsberg innerhalb der preußischen Provinz Ostpreußen.
Das Gut Neucken mit Ellermühle gehörte im 19. und 20. Jahrhundert der Familie (von) Braun.
1945 kam Ellermühle mit dem gesamten nördlichen Ostpreußen in Kriegsfolge an die Sowjetunion. Danach verliert sich seine Spur, wohl weil der Ort nicht mehr besiedelt wurde oder weil er in Dubki (Neucken) aufgegangen ist. Ellermühle war ohne russischen Namen und gilt heute als untergegangen. Die Ortsstelle gehört jetzt zum Rajon Bagrationowsk in der russischen Oblast Kaliningrad.

## Religion
Bis 1945 war Ellermühle in das Kirchspiel der evangelischen Kirche Schmoditten (russisch Rjabinowka) in der Kirchenprovinz Ostpreußen der Kirche der Altpreußischen Union eingepfarrt. Außerdem war Ellermühle der  römisch-katholischen Pfarrei in Landsberg (heute polnisch Górowo Iławeckie) im damaligen Bistum Ermland zugeordnet.

## Verkehr
Die Ortsstelle von Ellermühle ist über eine Landwegverbindung von Dubki (Neucken) aus zu erreichen.
Bis 1945 war Preußisch Eylau die nächste Bahnstation. Heute ist die Stadt ohne einen Bahnanschluss.